# پروتئین‌های غشای پیرامونی

نمایش شماتیک انواع مختلف برهمکنش بین پروتئین‌های غشای تک‌توپی و غشای سلولی: # برهمکنش توسط یک مارپیچ α آمفی‌پاتیک موازی با صفحه غشاء (مارپیچ غشایی درون صفحه) # برهم‌کنش توسط یک حلقه آبگریز # برهم‌کنش توسط یک غشای متصل کووالانسی لیپید (لیپیداسیون) #برهمکنش الکترواستاتیک یا یونی با غشاء لیپیدها (به عنوان مثال از طریق یون کلسیم)

پروتئین غشائی پیرامونی یا پروتئین‌های غشای محیطی، پروتئین‌های غشایی هستند که فقط به‌طور موقت به غشای بیولوژیکی که با آن در ارتباط هستند، چسبیده‌اند. این پروتئین‌ها به پروتئین‌های غشای انتگرال متصل می‌شوند، یا در نواحی محیطی لایه لیپید نفوذ می‌کنند. به‌عنوان‌مثال زیر واحد پروتئین‌های تنظیم‌کننده بسیاری از کانال‌های یونی و گیرنده‌های ترانسممبران می‌توانند به‌عنوان پروتئین‌های غشای محیطی تعریف شوند. برخلاف پروتئین‌های غشای انتگرال، پروتئین‌های غشای محیطی تمایل به جمع‌آوری در جزء محلول در آب یا کسری از کلیه پروتئین‌های استخراج‌شده در طی یک روش تصفیه پروتئین دارند. پروتئین بالنگرهای GPI از این قاعده مستثنی هستند و می‌توانند دارای خاصیت تصفیه مشابه پروتئین‌های غشایی انتگرال باشند.
اتصال قابل‌برگشت پروتئین‌ها به غشاهای بیولوژیکی نشان می‌دهد که آن‌ها از طریق مکانیسم‌های مختلف، سیگنالینگ سلولی و بسیاری از رویدادهای مهم سلولی را تنظیم می‌کنند. به‌عنوان‌مثال، ارتباط نزدیکِ بین بسیاری از آنزیم‌ها و غشاهای بیولوژیکی ممکن است آن‌ها را به نزدیکی با چربی سازندهٔ (سوبسترا) خود داشته باشند. اتصال غشاء ممکن است باعث ترکیب مجدد، جداسازی یا تغییر ساختار در بسیاری از حوزه‌های ساختاری پروتئین شود و درنتیجه سبب فعال شدن فعالیت بیولوژیک آن‌ها شود. علاوه بر این، موقعیت بسیاری از پروتئین‌ها به هر دو سطح داخلی یا خارجی یا اجزای غشای ساکن آن‌ها بومی‌سازی می‌شود. این پدیده با افزایش احتمال هرگونه تعامل مناسب پروتئین و پروتئین، مونتاژ مجتمع‌های چند پروتئین را تسهیل می‌کند.